# Jim Hillyer
Pour les articles homonymes, voir Hillyer.
Jim Hillyer (8 juillet 1974 – 23 mars 2016) est un homme politique canadien

## Biographie
Il est élu à la Chambre des communes du Canada lors de l'élection fédérale du 2 mai 2011 dans la circonscription électorale de Lethbridge en tant que membre du Parti conservateur du Canada. Réélu en élection fédérale du 2 mai 2015  dans la circonscription voisine de Medicine Hat—Cardston—Warner, il décède l'année suivante, en cours de mandat.

## Résultats électoraux
|       | Candidat            | Parti        | # de voix | % des voix |
|       | (X) Jim Hillyer     | Conservateur | +34 849,  | 68,8 %     |
|       | Glen Allan          | Libéral      | +09 085,  | 17,94 %    |
|       | Erin Weir           | NPD          | +04 897,  | 9,67 %     |
|       | Brent Smith         | Vert         | +01 319,  | 2,6 %      |
|       | John Clayton Turner | Indépendant  | +00500,   | 0,99 %     |
| Total | Total               | Total        | 50 650    | 100 %      |

|       | Candidat         | Parti        | # de voix | % des voix |
|       | Jim Hillyer      | Conservateur | +27 173,  | 56,51 %    |
|       | Michael Cormican | Libéral      | +04 030,  | 8,38 %     |
|       | Mark Sandilands  | NPD          | +13 072,  | 27,18 %    |
|       | Cailin Bartlett  | Vert         | +02 095,  | 4,36 %     |
|       | Geoffrey Capp    | Héritage     | +01 716,  | 3,57 %     |
| Total | Total            | Total        | 48 086    | 100 %      |